# Ой на горі два дубки
«Ой на горі два дубки» — жартівлива українська пісня. Автор музики — Володимир Конощенко.

## Текст пісні

### Перший варіант
Ой, на горі два дубки, ой, на горі два дубки.

Ой, на горі два дубки, два дубки, та й взялися до купки.

Ой, на горі два дубки, два дубки, та й взялися до купки.

Вітер дуба хитає, вітер дуба хитає.

Вітер дуба хитає, хитає, козак дівку питає.

Вітер дуба хитає, хитає, козак дівку питає.

Ой, дівчино, чия  ти, ой, дівчино, чия ти?

Ой, дівчино, чия ти, чия ти, чи підеш ти гуляти?

Ой, дівчино, чия ти, чия ти, чи підеш ти гуляти?

Не питайся чия я, не питайся чия я.

Не питайся чия я, чия я, як ти вийдеш — вийду я.

Не питайся чия я, чия я,

 як ти вийдеш;— вийду я.

А я в батька один син, а я в батька один син.

А я в батька один син, один син, погуляю хоч би з ким.

А я в батька один син, один син, погуляю хоч би з ким.

А я донька мамчина, а я донька мамчина.

А я донька мамчина, мамчина, цілуватись навчена.

А я донька мамчина, мамчина, цілуватись навчена.

Ой, на горі два дубки, Ой, на горі два дубки.

Ой, на горі два дубки, два дубки, та й взялися до купки.

Ой, на горі два дубки, два дубки, та й взялися до купки.

### Другий варіант
Ой, на горі два дубки.

Ой, на горі два дубки.

Ой, на горі два дубки, два дубки — Та й злилися до купки.

Ой, на горі два дубки, два дубки — Та й злилися до купки.

Вітер дуба хитає

Вітер дуба хитає

Вітер дуба хитає, хитає — Козак дівку питає.

Вітер дуба хитає, хитає — Козак дівку питає: Ой, дівчино, чия ти?

Ой, дівчино, чия ти?

Ой, дівчино, чия ти, чия ти, Ах чи вийдеш ти гуляти?

Ой, дівчино, чия ти, чия ти, Ах чи вийдеш ти гуляти?

Ой, не питай, чия я, Ой, не питай, чия я, 

Ой, не питай, чия я, чия я, Вийдеш ти — вийду я!

Ой, не питай, чия я, чия я, Вийдеш ти — вийду я!

А я в батька один син, А я в батька один син, 

А я в батька один син, один син — Погуляти хоч би з ким.

А я в батька один син, один син — Погуляти хоч би з ким.

А я донька мамчина, А я донька мамчина, 

А я донька мамчина, мамчина, Цілуватись навчена.

А я донька мамчина, мамчина, Цілуватись навчена.

Ой, на горі два дубки.

Ой, на горі два дубки.

Ой, на горі два дубки, два дубки — Та й злилися до купки.

Ой, на горі два дубки, два дубки — Та й злилися до купки.

## Виконавці
- Раїса Кириченко
- Тріо Мареничів
- Mad Heads XL
- Marta Shpak